# مياه باردة (أغنية)
«كولد ووتر» (بالإنجليزية: Cold Water)‏ (بالعربية: مياه باردة) هي أغنية من قبل الفريق الغنائي الجامايكي-الأمريكي ماجور ليزر مع المغني الكندي جاستن بيبر والمغنية الدنماركية مو. تم إصدارها في 22 يوليو 2016، وهي ثالث تعاون للفرقة مع المغنية مو بعد أغنيتي «لين آون» و«لوست». كتبها إد شيران وبيني بلانكو ومو وديبلو وجاستن بيبر وجيمي سكوت وفيليب ميكسيبر وكينغ هنري. وأنتجها آخر ثلاثة مع ماجور ليزر.
بلغت الأغنية ذروتها بالمرتبة الأولي علي تصنيف المملكة المتحدة للأغاني المنفردة، والمرتبة الثانية علي بيلبورد هوت 100 بالولايات المتحدة. كما أحتلت المرتبة الأولي في البلدان: أستراليا، النمسا، بلجيكا (والونيا)، البرازيل، كندا، فنلندا، أيرلندا، إيطاليا، هولندا، نيوزيلندا، النرويج، البرتغال، السويد وسويسرا. كما كانت ضمن العشرة الأوائل في البلدان: بلجيكا (فلاندرز)، الدنمارك، فرنسا، ألمانيا، اليونان، آيسلندا، إسرائيل، لبنان، لوكسمبورغ، المكسيك، اسكتلندا، جنوب أفريقيا وإسبانيا.

## وصلات خارجية
- كلمات الأغنية الكاملة على مترولايركس
- "كولد ووتر" على يوتيوب